# Flaga gminy Zduńska Wola
Flaga gminy Zduńska Wola – jeden z trzech urzędowych symboli gminy Gminy Zduńska Wola.

## Blazon

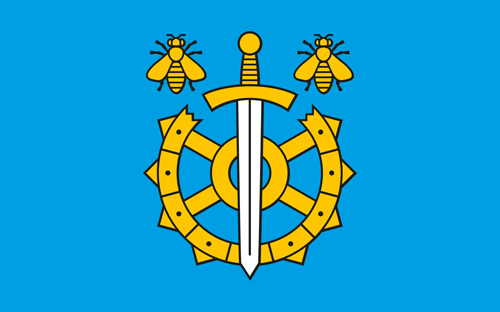
Flaga gminy Zduńska Wola

Flagę stanowi płat niebieski, na którym umieszczone centralnie godło gminy.

## Opis
Flaga gminy Zduńska Wola ustalona została w postaci flagi heraldycznej, stanowiącej przełożenie wzoru herbowego na weksylium gminy. Na płacie o proporcjach 5:8 położony został centralnie wizerunek godła gminy, a płatowi przyporządkowana została niebieska barwa pola tarczy herbowej.

## Ustanowienie
Flaga została ustanowiona przez Radę Gminy Zduńska Wola 24 czerwca 2021 r.

## Informacje
Wzór flagi wykonany został w roku 2020 przez Aleksandra Bąka, specjalistę projektowania grafiki użytkowej oraz heraldyki samorządowej, wraz z pozostałymi symbolami gminy Zduńska Wola.  Motyw przewodni stanowi symbolika związana z postacią patronki kościoła w Korczewie — św. Katarzyną, męczennicą — miecz oraz ułamane koło egzekucyjne — oraz przedstawienie dwóch pszczół, nawiązujących do XIX-wiecznego projektu herbu miasta Zduńska Wola. Nowe symbole gminy zostały opracowane w zgodzie z zasadami heraldyki i weksylologii oraz sztuki współczesnego projektowania graficznego. Ich wzory uzyskały w kwietniu 2021 roku pozytywną opinię Ministra Spraw Wewnętrznych i Administracji na podstawie uchwały Komisji Heraldycznej.